# Sucre reductor

Forma reductora de la glucosa

Un sucre reductor és qualsevol sucre capaç d'actuar com a agent reductor perquè presenta un grup carbonil lliure (aldehid o cetona). Tots els monosacàrids són sucres reductors, juntament amb alguns disacàrids, oligosacàrids i polisacàrids. Els monosacàrids es poden dividir en dos grups: els aldoses, que tenen un grup aldehid, i les cetoses, que tenen un grup cetona. Les cetoses primer han de tautomeritzar-se a aldoses abans que puguin actuar com a sucres reductors. Els monosacàrids dietètics comuns galactosa, glucosa i fructosa són tots sucres reductors.
Alguns monosacàrids (glucosa, galactosa, fructosa) i els disacàrids monocarbonílics - units per un OH hemiacetàl·lic i un no hemiacetàl·lic - (maltosa, isomaltosa, cel·lobiosa i lactosa) són sucres reductors i donen positiu en la prova de Fehling.
La llet, el plàtan i molts tipus de fruita contenen sucres reductors.